# Carl Ludwig Capelle
Carl Ludwig Capelle (auch Karl Ludwig Capelle; * 1811 in Hannover; † um 1857) war ein deutscher Philologe, Gymnasiallehrer, Subkonrektor und Autor, der sich für den französischen Sprachunterricht an Höheren Schulen engagierte.

## Leben
Carl Ludwig Capelle wurde während der sogenannten „Franzosenzeit“ in Hannover geboren. Bis Ostern 1830 besuchte er das dortige Lyceum (heute: Kaiser-Wilhelm- und Ratsgymnasium Hannover) und studierte anschließend Theologie und Philosophie an der Universität Göttingen.
1835 wurde er Collaborateur in Ilfeld am dortigen Königlich Hannoverschen Pädagogium. Nach seiner Promotion am 11. Juli 1840 an der Philosophischen Fakultät der Universität Göttingen wurde er Subkonrektor am Ilfelder Pädagogium.
Capelle verfasste im Oster-Programm des Ilfelder Pädagogiums eine Abhandlung zum Unterricht der französischen Sprache an Gymnasien, die 1843 als Sonderdruck erschien. Darin verteidigte er laut einer Rezension mit großem Eifer den von ihm gegen zeitgenössische Widerstände geforderten Französisch-Unterricht an den Höheren Schulen, der auch den wissenschaftlichen Zugang zu der Fremdsprache beinhalten sollte, um neben dem Sprachvermögen auch das Denk- und Urteilsvermögen der Schüler zu fördern.
Er war der Vater des am 22. Juli 1841 in Ilfeld geborenen späteren Gymnasialdirektors Karl Ludwig Ernst Capelle.

## Schriften
- Zur Frage: Ueber den Unterricht in der Französischen Sprache und seine Stellung auf den Gymnasien (Zu der öffentlichen Prüfung der Zöglinge des Königlichen Pädagogiums zu Ilfeld ... ladet hochachtungsvoll ein, Schulprogramm, 1843), Nordhausen: Schmidt, 1843

## Archivalien
Archivalien von und über den Subkonrektor Capelle finden sich beispielsweise
- als Akte unter dem Titel Anschaffung des Thesaurus graecae linguae von Stephanus; Ankauf von Büchern aus dem Nachlaß des Subconrektors Capelle für die Laufzeit von 1846 bis 1857 im Niedersächsischen Landesarchiv (Standort Hannover), Archivsignatur NLA HA Hann. 113 Nr. 15957 (alte Archivsignatur L VIII Nr. 4128)[4]